# Bahadır II Giray
Bahadır II Giray (1722 — †1791) fou kan de Crimea (1782) que va dominar unes setmanes el país. Era germà de Şahin Giray i era el seu khalgay al Kuban. El 1782 Bahadur o Bahadır Giray, governador de Kuban, i el seu germà Arslan Giray, delegat del kan a Sudak, es van revoltar. Şahin Giray va enviar tropes que foren derrotades i es va haver de retirar a Yenikale. Bahadur es va dirigir a Kaffa i va presentar la seva reclamació al tron però els caps tribals ni van exigir per ser proclamat el pagament dels deutes del seu germà, i va acceptar i es va cridar a tots els que havien de participar en l'elecció proclamant al germà rebel com a Bahadır II Giray. Els russos van bloquejar els ports de Crimea en poder del rebel (setembre de 1782). Şahin Giray es va retirar a Kertx. Baskht o Baht Giray va reclamar altra vegada el tron i es va establir a Kara-su esperant confirmació de la Porta. Però finalment els russos van dominar la rebel·lió amb certa facilitat. El kan formalment es va reconciliar amb els seus germans. però a l'any següent va haver d'abdicar.